# 蓋恩斯維爾 (德克薩斯州)
蓋恩斯維爾（英語：Gainesville）是一個位於美國德克薩斯州庫克縣的城市。根據2010年美國人口普查，該地共人口16002人，而該地的面積約為49.32平方千米。同時該地也是庫克縣的縣治。

## 地理
蓋恩斯維爾的座標為33°37′49″N 97°08′25″W / 33.63028°N 97.14028°W，而該地的平均海拔高度為229米（即751英尺）。